# Xơ gan
Xơ gan là một bệnh gan mạn tính được đặc trưng bởi sự thay thế mô gan bằng mô xơ, sẹo và sự thành lập các nốt tân sinh dẫn đến mất chức năng gan. Các nguyên nhân thường gây ra xơ gan bao gồm nghiện rượu, viêm gan siêu vi B và C, và bệnh gan nhiễm mỡ.

## Triệu chứng
Thời kỳ đầu, xơ gan thường không có triệu chứng, về sau tùy thuộc từng mức độ có các biểu hiện của hội chứng suy tế bào gan, hội chứng tăng áp lực tĩnh mạch cửa, bệnh nhân mệt mỏi, kém ăn, vàng da, da sạm, dễ chảy máu cam, chảy máu chân răng, phù, ngứa ngáy, cổ trướng, suy giảm chức năng tình dục..., nặng hơn có những triệu chứng của biến chứng như nôn ra máu và đi ngoài phân đen do vỡ giãn tĩnh mạch thực quản, hôn mê gan, suy thận, các biểu hiện nhiễm khuẩn hoặc do xơ gan ung thư hóa...

## Nguyên nhân
1. Viêm gan do vi rút.
2. Nhiễm bệnh hấp huyết trùng (gặp nhiều ở Trung Quốc).
3. Dinh dưỡng kém và nghiện rượu.
4. Suy tim.
5. Viêm xơ háo đường mật nguyên phát.
6. Nhiễm độc hóa chất như Thạch tín... Hoặc do tắc mật kéo dài gây xơ gan, thường rất ít gặp.
7. Không rõ nguyên nhân (Bẩm sinh) và nguy cơ sau khi mổ Kasai.

## Điều trị
Loại bỏ những nguyên nhân có thể làm bệnh diễn tiến chậm lại. Nếu tổn thương không quá nặng, gan có thể tự lành theo thời gian. Nếu có thể thì bệnh nhân có thể cấy ghép gan.
Trong số đó, phổ biến nhất hiện nay đó là cây kế sữa. Trong các nghiên cứu dược lâm sàng trước đó, một thử nghiệm tiến hành áp dụng điều trị bằng silymarin (Legalon 140, Madaus, Cologne, Đức) trong 6 tháng trên 36 bệnh nhân mắc bệnh xơ gan có hạt. Việc điều trị mang lại những tác động có lợi đến khả năng miễn dịch của cơ thể và các thông số của cơ chế bảo vệ chống oxy hóa. Huyết thanh Procollagen III giảm đáng kể ở nhóm điều trị, cho thấy sự gây ức chế hiện tượng sinh tế bào sợi trong gan. Các nghiên cứu thu được kết quả tương tự với dữ liệu của Ferenci và các cộng sự, cho rằng việc uống silymarin lâu dài giúp bệnh nhân mắc bệnh xơ gan do cồn sống lâu hơn 5-10 năm. 

## Phòng ngừa
Để phòng tránh căn bệnh này, hạn chế bia rượu, tiêm phòng các loại vắc xin virus viêm gan B, C, D là những biện pháp tối thiểu. Khi đã bị viêm gan, bệnh nhân cần kiểm tra định kỳ để phát hiện và điều trị sớm.
Còn khi đã được chẩn đoán xơ gan, cần kiểm soát, theo dõi và điều trị nguyên nhân dẫn tới xơ gan

## Dịch tễ học

DALY (Disability-adjusted life year)đối với bệnh xơ gan/100.000 dân năm 2004.
no data
less than 50
50-100
100-200
200-300
300-400
400-500
500-600
600-700
700-800
800-900
900-1000
more than 1000

Bệnh gan mãn tính và xơ gan là nguyên nhân gây tử vong xếp hàng thứ 10 ở Hoa Kỳ đối với đàn ông và thứ 12 đối với phụ nữ năm 2001, khoảng 27.000 người chết mỗi năm.
Tỉ lệ tử vong của người mắc bệnh xơ gan là 34-66% trong vòng 10 năm, phần lớn phụ thuộc vào nguyên nhân gây xô gan; xơ gan do rượu có tiên lượng xấu hơn xơ gan mật và xơ gan do viêm gan. Nguy cơ tử vong do tất cả các nguyên nhân trên tăng gấp 12 lần; nếu loại trừ những hậu quả trực tiếp của bệnh gan, thì nguy cơ tử vong vẫn tăng gấp 5 lần.
Có ít thông tin về các tác nhân điều biến của nguy cơ xơ gan, một phần từ các bệnh khác gây tổn thương gan (như kết hợp giữa bệnh gan liên quan đến rượu và viêm gan mãn tính do siêu vi, chúng có thể đóng vai trò kết hợp dẫn đến xơ gan). Các nghiên cứu gần đây đề nghị rằng dùng cà phê có thể chống xơ gan, đặc biệt đối với xơ gan do rượu.